# Açor-de-dorso-preto
Açor-de-dorso-preto  (Accipiter melanochlamys) é uma espécie de ave de rapina da família Accipitridae.
Pode ser encontrada nos seguintes países: Indonésia e Papua-Nova Guiné.
Os seus habitats naturais são: florestas subtropicais ou tropicais húmidas de baixa altitude.